# Bolax gummifera
Bolax gummifera är en flockblommig växtart som först beskrevs av Jean-Baptiste de Lamarck, och fick sitt nu gällande namn av Spreng.. Bolax gummifera ingår i släktet Bolax och familjen flockblommiga växter. Inga underarter finns listade i Catalogue of Life.

## Bildgalleri

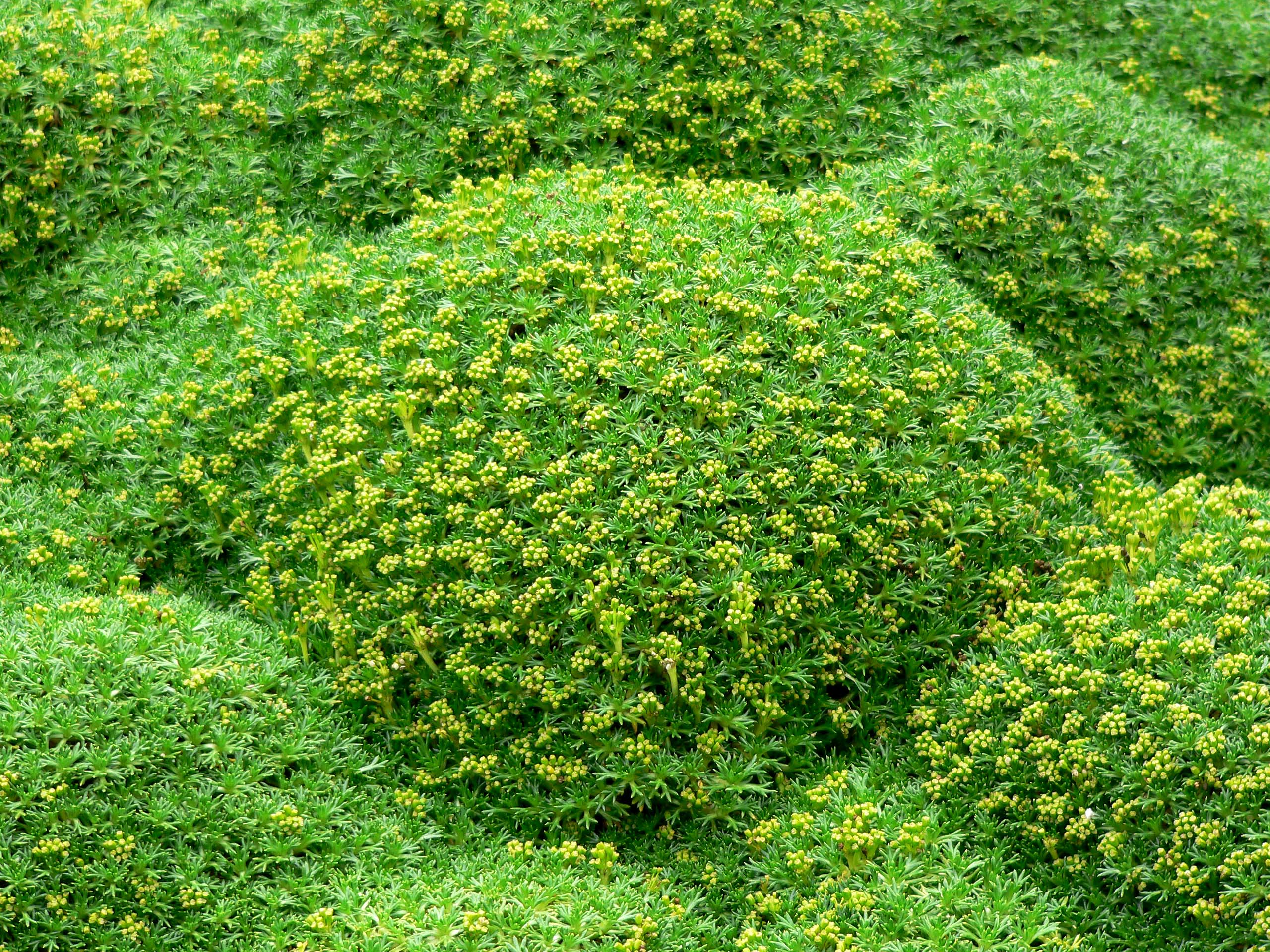
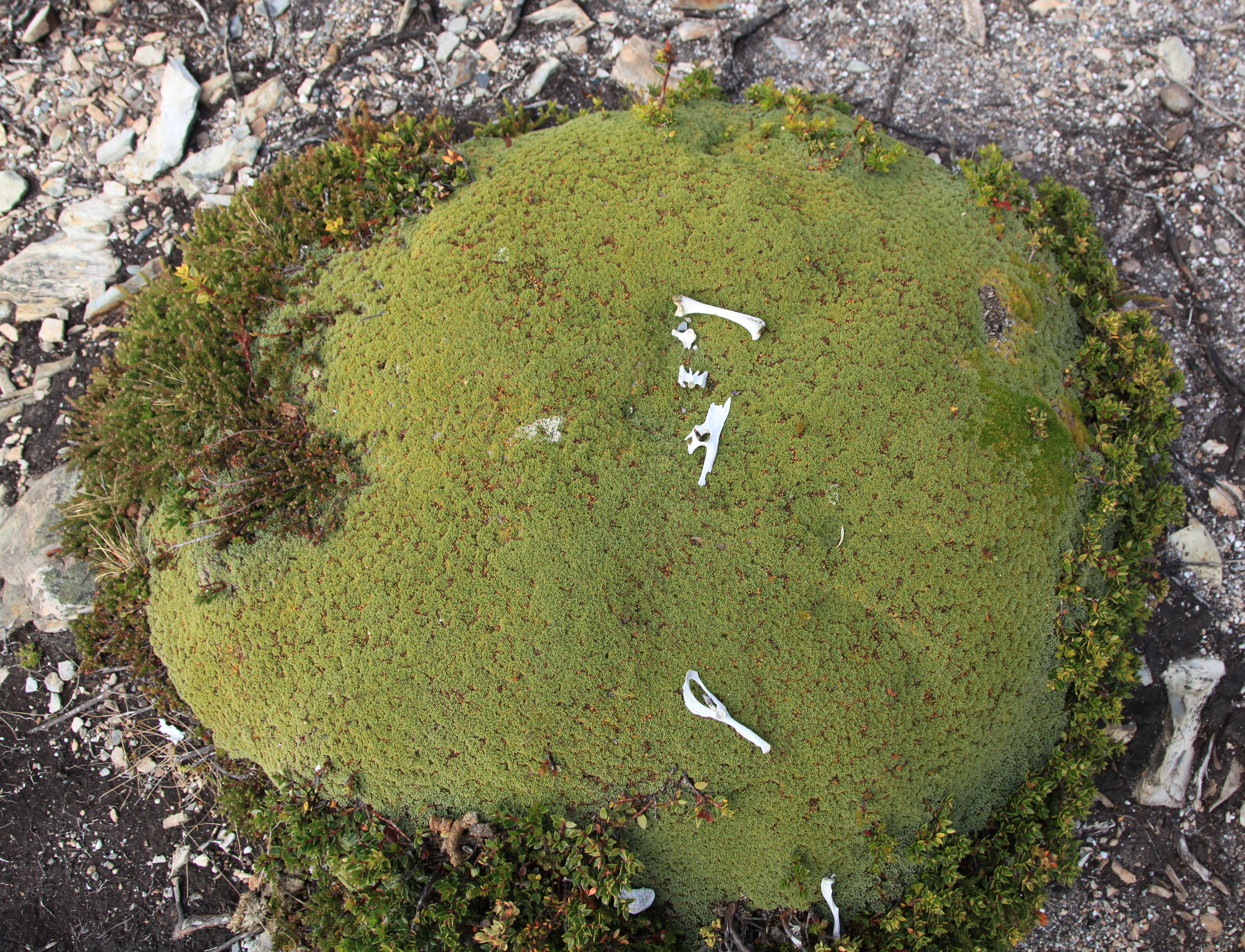
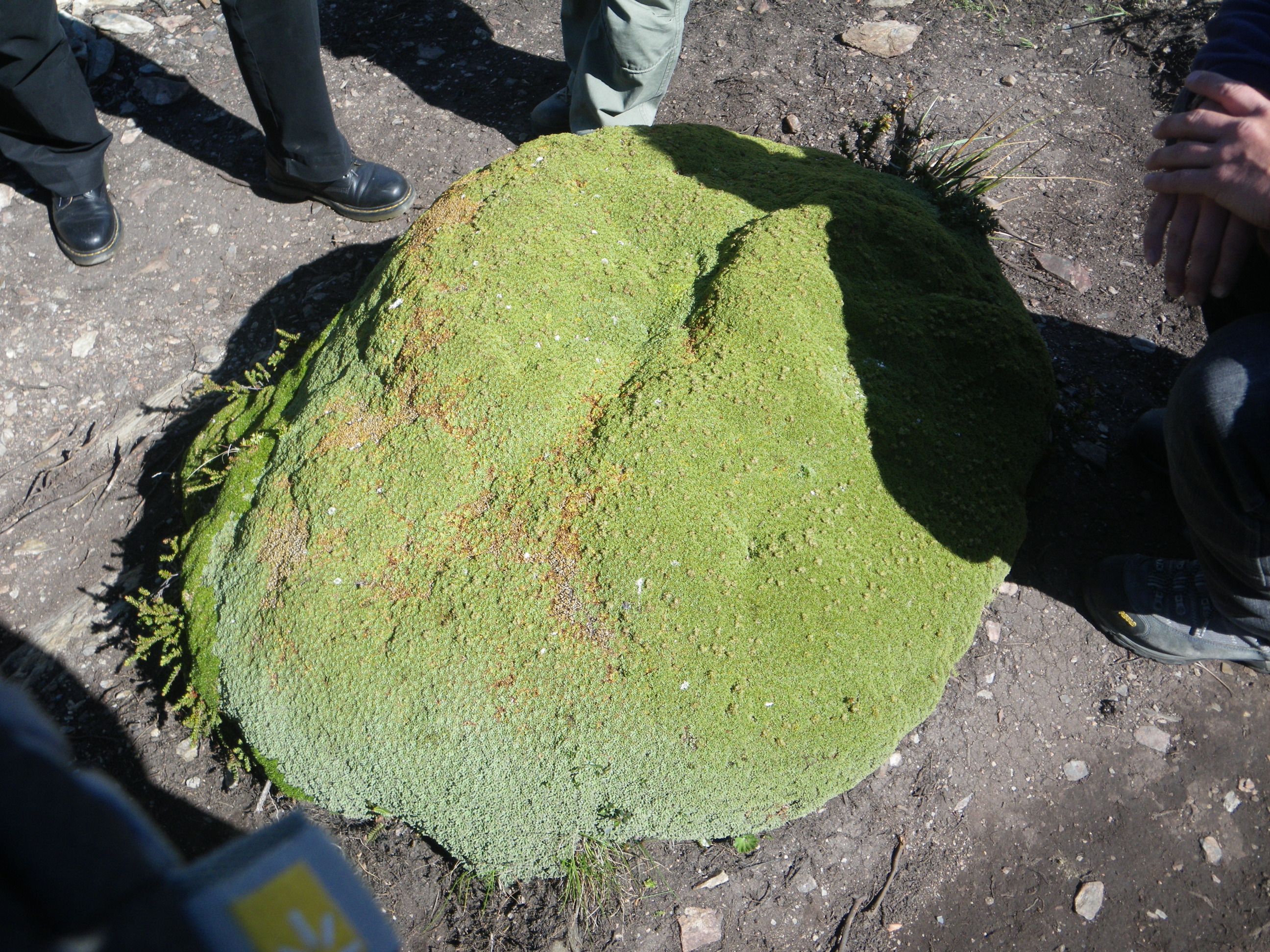
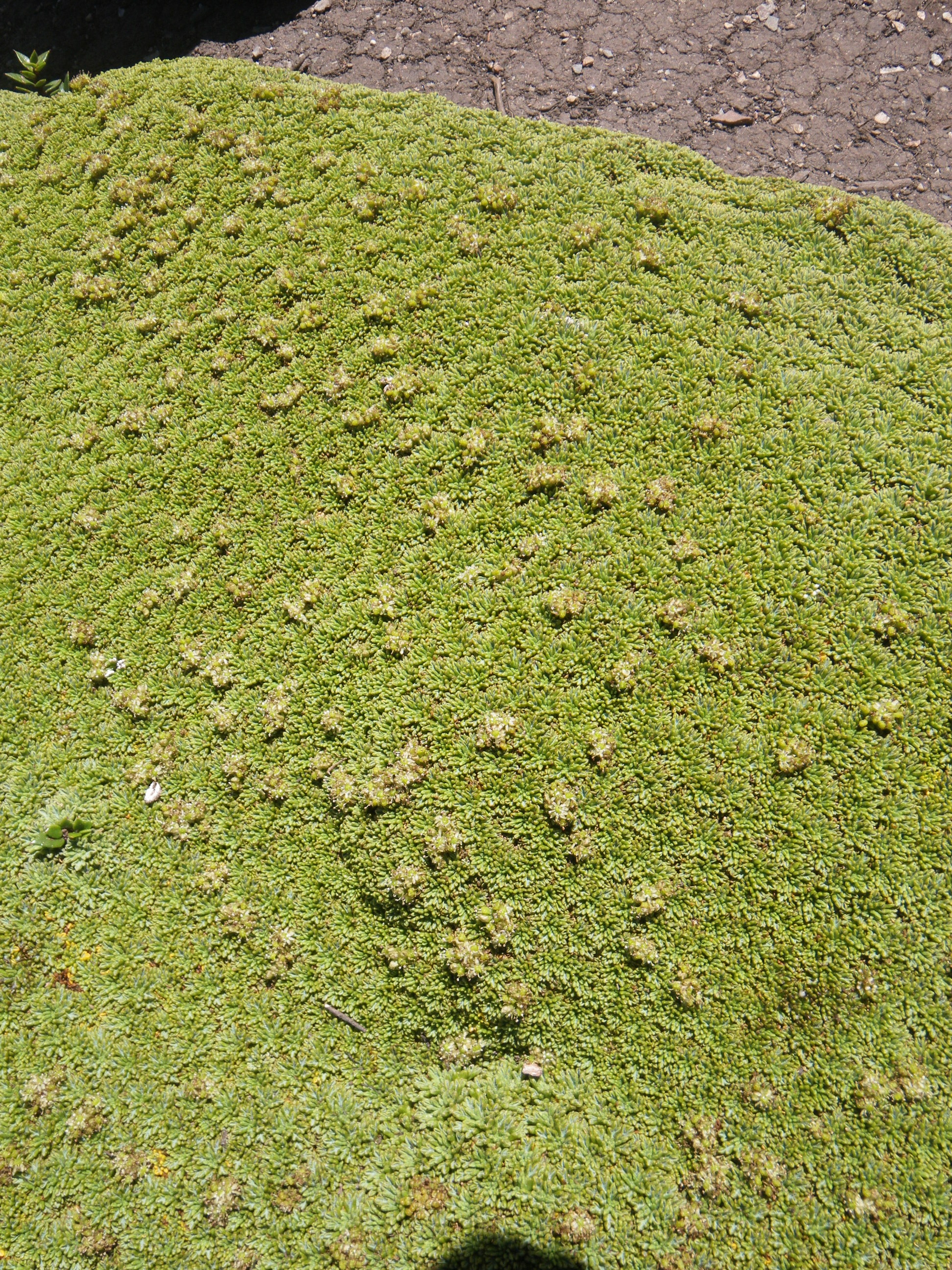